# Die Frau und Mutter
Die Frau und Mutter war eine österreichische Monatszeitschrift, die zwischen 1912 und 1967 in Wien erschien. Sie trug den Nebentitel Zeitschrift für Kinderpflege und Erziehung sowie für Gesundheit in Haus und Familie.